# کارگ
کارگ یک روستا از توابع دهستان منگور، بخش شرقی خلیفان، شهرستان مهاباد، استان آذربایجان غربی است. جمعیت این روستا در سال ۲۰۰۶ میلادی، ۸۰ نفر بوده‌است.